# Cratere Broach
Broach  è un cratere sulla superficie di Marte.